# Pablo Marín Alonso
Pablo Marín y Alonso (Budia, c. 1850-†Madrid, 27 de diciembre de 1914) fue un periodista español.

## Biografía
Habitaba en su localidad natal de Budia (Guadalajara) y militaba en el carlismo. Junto con otros nueve vecinos del pueblo, en 1873 fue acusado de participar en una rebelión carlista. Combatió después como oficial en la tercera guerra carlista.
Terminada la contienda, se estableció en Madrid. Tenía pertenencias de una mina de oro situada en Arroyo de las Fraguas. En 1884 adquirió y dirigió el periódico tradicionalista Rigoleto, desde el que realizó campañas contra el liberalismo y el gobierno. También colaboró en otras muchas publicaciones carlistas y perteneció a la Asociación de la Prensa de Madrid.
A principios del siglo xx fue jefe del partido tradicionalista en la provincia de Guadalajara. Fue terciario franciscano, miembro de la Adoración Nocturna y de las Conferencias de San Vicente de Paúl.